# 四條畷市の地名
本項四條畷市の地名（しじょうなわてしのちめい）では、大阪府四條畷市における町名や大字名を中心に、本市ならびに前身の甲可村・四條畷村・四條畷町成立以来の地名の変遷について記述する。

## 現行行政町名
四條畷市では、一部の区域で住居表示に関する法律に基づく住居表示が実施されている。
| 町名             | 町名の読み           | 設置年月日               | 住居表示実施年月日 | 住居表示実施直前の町名                   | 備考                       |
| ---------------- | -------------------- | ------------------------ | ------------------ | ---------------------------------------- | -------------------------- |
| 大字南野         | みなみの             | 1889年4月1日             | 未実施             |                                          |                            |
| 南野一〜六丁目   | みなみの             | 1976年11月1日            | 1976年11月1日      | 大字南野、大字清瀧の各一部               |                            |
| 江瀬美町         | えせびちょう         | 1974年10月7日            | 1974年10月7日      | 大字南野の一部                           |                            |
| 雁屋北町         | かりやきたまち       | 1974年10月7日            | 1974年10月7日      | 大字南野の一部                           |                            |
| 雁屋南町         | かりやみなみまち     | 1974年10月7日            | 1974年10月7日      | 大字南野の一部                           |                            |
| 雁屋西町         | かりやにしまち       | 1974年10月7日            | 1974年10月7日      | 大字南野の一部                           |                            |
| 北出町           | きたでちょう         | 1974年10月7日            | 1974年10月7日      | 大字南野の一部                           |                            |
| 二丁通町         | にちょうどおりちょう | 1974年10月7日            | 1974年10月7日      | 大字南野の一部                           |                            |
| 楠公一・二丁目   | なんこう             | 1975年10月20日           | 1975年10月20日     | 大字南野の一部                           |                            |
| 米崎町           | こめざきちょう       | 1975年10月20日           | 1975年10月20日     | 大字南野の一部                           |                            |
| 塚脇町           | つかわきちょう       | 1976年11月1日            | 1976年11月1日      | 大字南野の一部                           |                            |
| 大字中野         | なかの               | 1889年4月1日             | 未実施             |                                          |                            |
| 中野一〜三丁目   | なかの               | 1976年11月1日（一・二）  | 1976年11月1日      | 大字中野、大字南野、大字清瀧の各一部     |                            |
| 中野一〜三丁目   | なかの               | 1979年10月1日（三）      | 1979年10月1日      | 大字中野の一部                           |                            |
| 中野新町         | なかのしんまち       | 1975年10月20日           | 1975年10月20日     | 大字中野の一部                           |                            |
| 中野本町         | なかのほんまち       | 1977年10月1日            | 1977年10月1日      | 大字中野の一部                           |                            |
| 西中野一〜三丁目 | にしなかの           | 2017年11月13日           | 2017年11月13日     | 大字蔀屋、大字中野の各一部               | 出典：四條畷市ホームページ |
| 美田町           | みたちょう           | 1975年10月20日           | 1975年10月20日     | 大字蔀屋、大字中野の各一部               |                            |
| 蔀屋本町         | しとみやほんまち     | 1975年10月20日           | 1975年10月20日     | 大字蔀屋の一部                           |                            |
| 蔀屋新町         | しとみやしんまち     | 1979年10月1日            | 1979年10月1日      | 大字蔀屋の一部                           |                            |
| 蔀屋新町         | しとみやしんまち     | 2017年11月13日（8・9番） | 2017年11月13日     | 大字蔀屋の一部                           | 出典：四條畷市ホームページ |
| 大字清瀧         | きよたき             | 1889年4月1日             | 未実施             |                                          |                            |
| 清滝中町         | きよたきなかまち     | 1979年10月1日            | 1979年10月1日      | 大字清瀧の一部                           |                            |
| 清滝新町         | きよたきしんまち     | 1979年10月1日            | 1979年10月1日      | 大字清瀧の一部                           | 大阪府営清滝住宅などがある |
| 大字岡山         | おかやま             | 1889年4月1日             | 未実施             |                                          |                            |
| 岡山一〜五丁目   | おかやま             | 1977年10月1日            | 1977年10月1日      | 大字岡山、大字中野の各一部               |                            |
| 岡山東一〜五丁目 | おかやまひがし       | 1979年10月1日            | 1979年10月1日      | 大字岡山、大字清瀧の各一部               |                            |
| 砂一〜四丁目     | すな                 | 2013年11月5日            | 2013年11月5日      | 大字砂の全部                             |                            |
| 大字逢坂         | おうさか             | 1889年4月1日             | 未実施             |                                          |                            |
| 大字下田原       | しもたわら           | 1961年6月25日            | 未実施             |                                          |                            |
| 大字上田原       | かみたわら           | 1961年6月25日            | 未実施             |                                          |                            |
| 田原台一〜九丁目 | たわらだい           | 1989年7月1日             | 1989年7月1日       | 大字下田原、大字上田原の各一部           |                            |
| さつきヶ丘       | さつきがおか         | 2000年8月1日             | 2000年9月1日       | さつきヶ丘の一部                         |                            |
| さつきヶ丘       | さつきがおか         | 2000年8月1日             | 2001年2月1日       | さつきヶ丘のうち住居表示未実施区域の全部 |                            |
| 緑風台           | りょくふうだい       | 2003年3月1日             | 2003年3月1日       | 大字上田原の一部                         |                            |

## 町字名の変遷
甲可村は1889年（明治22年）、讃良郡中野村、岡山村、砂村、蔀屋村、清滝村、逢坂村、南野村が合併することにより成立。旧村名を継承した7大字を編成。1896年（明治29年）、北河内郡の所属となる。

### 成立当初の大字名
- 逢阪
- 岡山
- 清瀧
- 蔀屋（2017年廃止）
- 砂（2013年廃止）
- 中野
- 南野

### 町字の設置
1932年（昭和7年）
改称して四條畷村となる。
1947年（昭和22年）
町制施行し、四條畷町となる。
1961年（昭和36年）
田原村を編入。
旧田原村
- 上田原
- 下田原

1970年（昭和45年）
市制施行して四條畷市となる。
1974年（昭和49年）
- 江瀬美町（南野の一部より）
- 雁屋北町（南野の一部より）
- 雁屋西町（南野の一部より）
- 雁屋南町（南野の一部より）
- 北出町（南野の一部より）
- 二丁通町（南野の一部より）

1975年（昭和50年）
- 米崎町（南野の一部より）
- 蔀屋本町（蔀屋の一部より）
- 中野新町（中野の一部より）
- 楠公1 - 2丁目（南野の一部より）
- 美田町（蔀屋・中野の各一部より）

1976年（昭和51年）
- 塚脇町（南野の一部より）
- 中野1 - 2丁目（南野・中野・清滝の各一部より、1979年3丁目が成立）
- 南野1 - 6丁目（南野・中野・清滝の各一部より）

1977年（昭和52年）
- 岡山1 - 5丁目（岡山の一部より）
- 中野本町（中野の一部より）

1979年（昭和54年）
- 岡山東1 - 5丁目（岡山・清滝の各一部より）
- 清滝新町（清滝の一部より）
- 清滝中町（清滝の一部より）
- 蔀屋新町（蔀屋の一部より）

1989年（平成元年）
- 田原台1 - 9丁目（上田原・下田原の各一部より）

2000年（平成12年）
- さつきケ丘（上田原の一部より）

2003年（平成15年）
- 緑風台（上田原の一部より）

2013年（平成25年）
- 砂1 - 4丁目（砂より）

2017年（平成29年）
- 西中野1 - 3丁目（中野・蔀屋の各一部より）

## 参考資料
- 角川日本地名大辞典 27 大阪府（1983年、角川書店）